# Macchia di Tatti - Berignone
La Macchia di Tatti - Berignone è un sito di interesse comunitario, zona speciale di conservazione e zona di protezione speciale della Toscana, quasi interamente interna alla Riserva naturale Foresta di Berignone, dove la varietà di ecosistemi, soprattutto boschi, permette la vita a numerose specie animali e vegetali. Nell'area emergono gli ambienti della macchia mediterranea, un bosco di rovere, detto macchia di Tatti, e alcune zone lacustri. 
Al suo interno è presente il "masso delle fanciulle", una formazione rocciosa particolare in una suggestiva area fluviale. 